# نیکون اف‌ام
نیکون اف‌ام (به انگلیسی: Nikon FM) یک دوربین عکاسی ساخت شرکت نیکون است.